# Bec de l'Àguila
El Bec de l'Àguila es una cima de 475 m de altitud, que forma parte de un macizo, la Sierra de Llofriu. En su cumbre confluyen los términos municipales de San Vicente del Raspeig, Muchamiel y Monnegre (Alicante), en la provincia de Alicante, España.
La cumbre da nombre a una microrreserva de flora y un paraje natural municipal aprobado en el término municipal de Muchamiel por su ayuntamiento. La parte de la cumbre de San Vicente del Raspeig y de la partida rural del Monnegre alicantino no forman parte de protección municipal por sus ayuntamientos.
Sin embargo, toda la cumbre sí goza de una protección superior a la municipal, al ser parte de la ZEPA de la Red Natura 2000 de Monnegre.

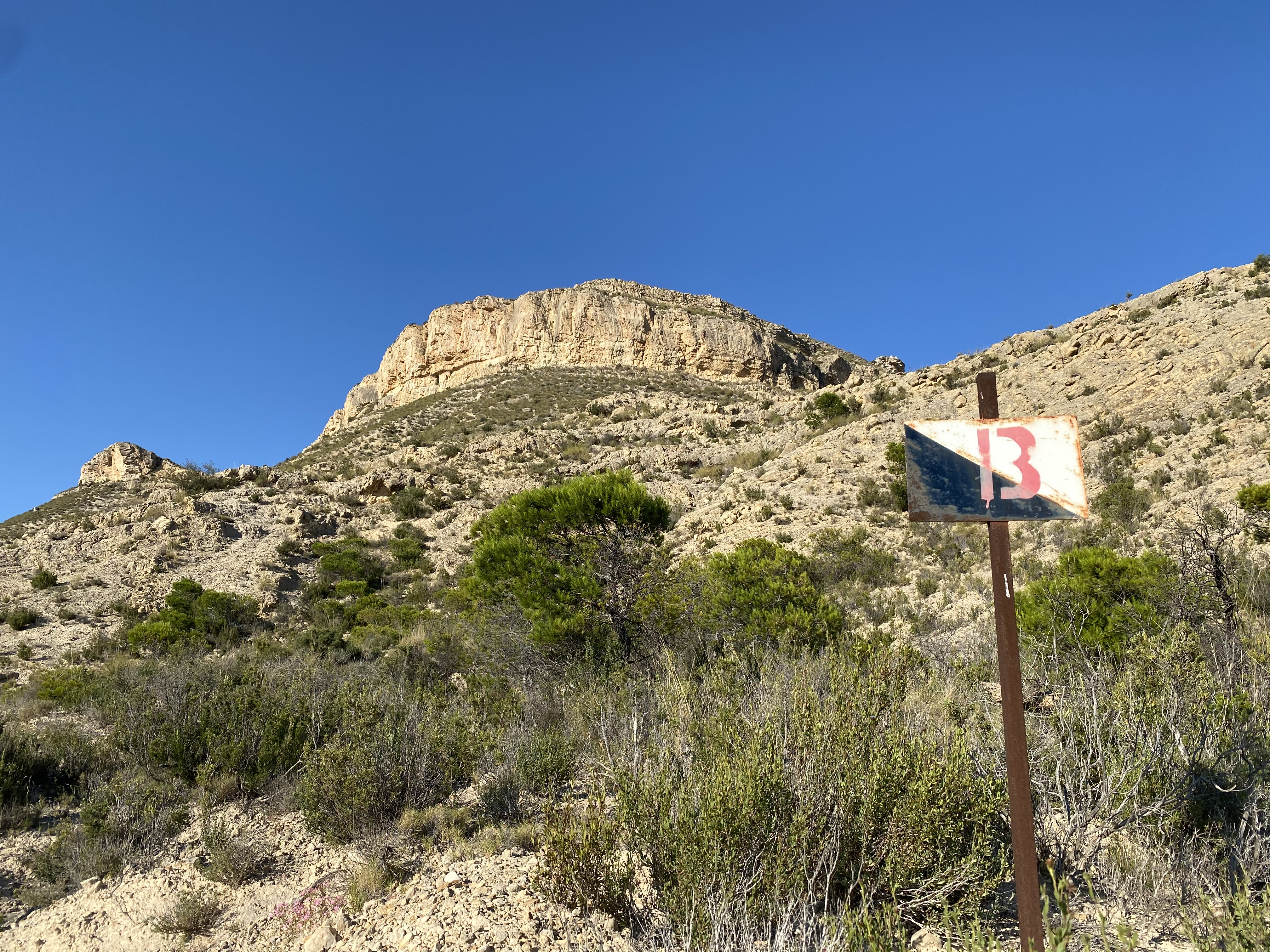
Vista de la cumbre Bec de l'Àguila desde su piedemonte en su parte de Muchamiel.

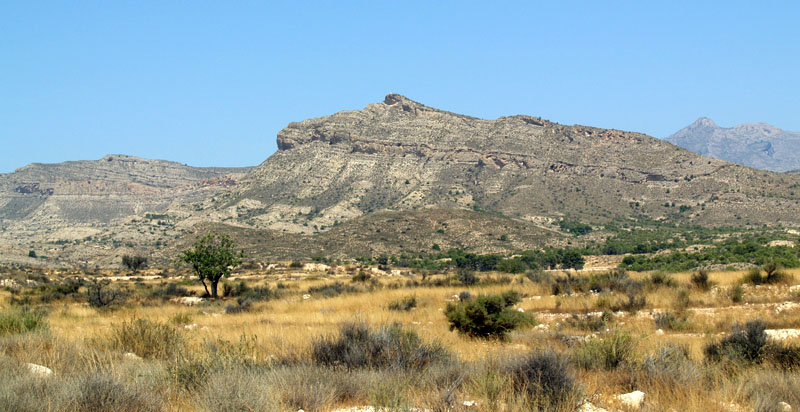
Vista de la sierra de Llofriu desde la partida Tossal Redó, Muchamiel.

## Toponimia
Bec de l'Àguila se trata de un topónimo valenciano que es el oficial a nivel topográfico y municipal. La traducción literal al castellano es pico del águila. En algunas publicaciones se puede ver la incorrecta castellanización del topónimo a Bec del Águila.
Además, Bec de l'Àguila comparte una raíz lingüística y descriptiva común con el topónimo francés Bec de l'Aigle. Este nombre se utiliza para designar formaciones montañosas o promontorios rocosos cuya silueta recuerda al perfil del pico de un águila. En Francia, existen varias montañas denominadas Bec de l'Aigle, entre las que destacan Bec de l'Aigle (La Ciotat) en Provenza-Alpes-Costa Azul, Bec de l'Aigle (monts du Cantal) situado en el Macizo Central o el Bec de l'Aigle (massif du Jura) en el macizo del Jura.
El topónimo Bec de l'Àguila está muy instaurado en la comarca del Campo de Alicante. Prueba de ello, es que el Ayuntamiento de Muchamiel en las dos tipos de protecciones que posee, como microrreserva, y como paraje natural, las ha denominado con el topónimo Bec de l'Àguila, cuando el espacio protegido es la sierra de Llofriu en su afectación al término de Muchamiel y una extensión más amplia de su término. Otro caso es el del Ayuntamiento de San Vicente del Raspeig, que posee el colegio de infantil y primaria CEIP Bec de l'Àguila.

## Geografía
Pese a que el término municipal de Muchamiel apenas posee dominios en la sierra de Llofriu más allá de la parte del vértice geodésico del Bec de l'Àguila, es el ayuntamiento que más ha protegido su parte, convirtiendo en 1999 el espacio en microrreserva y en 2022 en paraje natural municipal, ambos denominados Bec de l'Àguila.
Llofriu forma una barrera natural que delimita a un lado el valle del Sabinar y al otro lado la partida rural histórica de Monnegre.
En su piedemonte se encuentran dos cursos de agua, el barranco de Cocons que se inicia en la sierra del Güendo y el barranco del Boter que se inicia en el Alt de la Coveta Fumada. Ambos, recogen aguas de escorrentías y se fusionan en La Torreta en Muchamiel formando el cauce principal de la rambla del Juncaret ya hasta su desembocadura en la playa de la Albufereta.
En la actualidad es un enclave de referencia en el deporte de montaña del entorno con cantidad de rutas para senderismo, trail running y ciclismo de montaña.

## Microrreserva de flora Bec de l'Àguila
Pese a que el término municipal de Muchamiel apenas posee dominios en la sierra de Llofriu más allá de la parte del vértice geodésico del Bec de l'Àguila, es el ayuntamiento que más ha protegido su parte, convirtiendo en 1999 el espacio en microrreserva y en 2022 en paraje natural municipal, ambos denominados Bec de l'Àguila. La parte de la cumbre de San Vicente del Raspeig y de la partida rural del Monnegre alicantino no forman parte de protección municipal por sus ayuntamientos.
La flora tiene una gran importancia ecológica debido a su adaptabilidad a condiciones extremas. También desempeña un papel crucial en la prevención de la erosión del suelo. Un área significativa de bancales en el paraje fue incluida en la zona ZEPA, ya que actúa como zona de campeo utilizada por las aves para alimentarse.
Desde el punto de vista botánico, destaca por albergar una representación del tomillar alicantino, con especies como Sideritis leucantha subsp. leucantha (rabo de gato), Teucrium carolipaui, Thymus moroderi (cantueso) y Vella lucentina, esta última endémica del centro de la provincia de Alicante, lo que motivó la creación de la microrreserva de flora. Las especies de especial protección incluyen:
- Vella lucentina: especie cuya única distribución mundial va de la microrreserva de flora del Bec de l’Àguila hasta el término municipal de Monforte del Cid.
- Sideritis leucantha subsp. leucantha: endemismo valenciano
- Thymus moroderi: endemismo valenciano y de provincias limítrofes
- Teucrium carolipaui subsp. cinereum: endemismo iberolevantino
- Matorrales termomediterráneos y preestépicos, Stipo-Sideritetum leucanthae (código Natura 2000: 5330): unidad de vegetación prioritaria

## Paraje natural municipal Bec de l'Àguila
Pese a que el término municipal de Muchamiel apenas posee dominios en la sierra de Llofriu más allá de la parte del vértice geodésico del Bec de l'Àguila, es el ayuntamiento que más ha protegido su parte, convirtiendo en 1999 el espacio en microrreserva y en 2022 en paraje natural municipal, ambos denominados Bec de l'Àguila. La parte de la cumbre de San Vicente del Raspeig y de la partida rural del Monnegre alicantino no forman parte de protección municipal por sus ayuntamientos.
Fue declarado paraje natural municipal mediante el Decreto 101/2022, de 29 de julio, publicado en el DOGV nº 9405 el 16 de agosto de 2022. Este paraje se ha convertido en la primera zona natural del extenso territorio de Muchamiel y en la segunda de la comarca del Campo de Alicante en recibir esta distinguida calificación. Tiene una superficie de 1,114 ha.
Este nuevo estatus refuerza la conservación de la zona y permite su gestión bajo criterios más estrictos para proteger su biodiversidad y valor natural.
El paraje se encuentra en las partidas rurales de Tossal Redó, El Boter y Baiona Alta, colindando con los términos municipales de San Vicente del Raspeig, y Monnegre (Alicante), en el entorno del valle del Sabinar y Monnegre. Además, dentro del territorio protegido se hallan tres sierras: Tossal Redó, Serra Pelada y la sierra de Llofriu.
Dentro del paraje se encuentran varios puntos de interés, como las Minas del Sabinar, el barranco de Cocons y la presa de Cocons, las cuevas del Tossal Redó (curiosidad geológica) y el circuito Tot Esport Guijarro, que son atractivos tanto para los aficionados al senderismo, deporte o como para aquellos interesados en la biodiversidad local.
Entre las limitaciones que posee legalmente la declaración de paraje natural se encuentra la prohibición de salir de las sendas o caminos existentes o realización de aprovechamientos madereros.
La transformación de los ecosistemas naturales a causa de la actividad humana ha generado la progresiva desaparición de muchas poblaciones animales, lo que hace que el término municipal de Muchamiel no sea una zona con una gran diversidad faunística.
Dentro de la fauna que se puede hallar en el paraje natural municipal aprobado por Muchamiel, en las balsas de agua estacionales que se encuentran en el Barranco de Cocons, existen anfibios como la rana perezi y el sapo común (Bufo bufo). En cuanto a los reptiles, esta zona alberga una gran abundancia de especies como el eslizón ibérico (Chalcides bedriagai), la culebra bastarda (Maipolon monspessulanus), la culebra de cogulla (Macroprotodon cucullatus), la lagartija cenicienta (Psammodromus hispanicus) o el lagarto ocelado (Lacerta lepida). Además, se pueden encontrar mamíferos como la gineta (Genetta genetta), el conejo (Oryctolagus cuniculus), el topillo mediterráneo (Microtus duodecimcostatus), la comadreja (Mustela nivalis), el erizo europeo (Erinaceus europaeus) y el zorro (Vulpes vulpes). En la mayoría de los casos, es posible observar sus madrigueras.
También es muy común por la zona ver vuelos de aves de colombicultura, ya que el refugio se encuentra en el paraje.

## ZEPA Monnegre
La microrreserva de flora y paraje natural municipal aprobados por Muchamiel están incluidos dentro de la Zona de Especial Protección para las Aves (ZEPA) de Monnegre, aprobada en 2008. En esta zona, se encuentran 13 especies de aves de gran relevancia para la conservación de la avifauna amenazada de extinción, según lo dispuesto en la Directiva 79/409/CEE y sus modificaciones posteriores (Directiva sobre la Conservación de Aves Silvestres de la UE).
La ZEPA alberga uno de los pocos núcleos reproductores de camachuelo trompetero (Bucanetes githagineus) en la Comunidad Valenciana. También se encuentran especies de aves rapaces que nidifican en la zona, como el águila culebrera (Circaetus gallicus), el águila perdicera (Aquila fasciata), el halcón peregrino (Falco peregrinus) y el búho real (Bubo bubo).
Además, destaca la presencia de la chova piquirroja (Pyrrhocorax pyrrhocorax) y la collalba negra (Oenanthe leucura).